# 1979 في إسبانيا
فيما يلي قوائم الأحداث التي وقعت خلال عام 1979 في إسبانيا.

## سياسة

### تعيين في المنصب
- 1 يناير – فلورنتينو بيريز مستشار مدريد  [لغات أخرى]‏.
- 1 يناير – مانويل فراغا President of the Popular Alliance ‏،عضو مجلس النواب الإسباني  [لغات أخرى]‏.
- 13 مارس – فرانثيسكو فيرنانديث أوردونييث عضو مجلس النواب الإسباني  [لغات أخرى]‏.
- 15 مارس – ميغيل بوير عضو مجلس النواب الإسباني  [لغات أخرى]‏.
- 20 مارس – أدولفو سواريث عضو مجلس النواب الإسباني  [لغات أخرى]‏.
- 20 مارس – إنريكي تييرنو عضو مجلس النواب الإسباني  [لغات أخرى]‏،مستشار مدريد  [لغات أخرى]‏.
- 20 مارس – خافيير سولانا عضو مجلس النواب الإسباني  [لغات أخرى]‏.
- 20 مارس – فيليبي غونثاليث عضو مجلس النواب الإسباني  [لغات أخرى]‏.
- 20 مارس – ليوبولدو كالبو صوطيلو عضو مجلس النواب الإسباني  [لغات أخرى]‏.
- 21 مارس – سانتياغو كاريو عضو مجلس النواب الإسباني  [لغات أخرى]‏.

### انتهاء فترة المنصب
- 1 يناير – توركواتو فيرنانديث-ميراندا عضو مجلس الشيوخ الإسباني  [لغات أخرى]‏.
- 2 يناير – أدولفو سواريث عضو مجلس النواب الإسباني  [لغات أخرى]‏.
- 2 يناير – إنريكي تييرنو عضو مجلس النواب الإسباني  [لغات أخرى]‏.
- 2 يناير – دولوريس إيباروري عضو مجلس النواب الإسباني  [لغات أخرى]‏.
- 2 يناير – سانتياغو كاريو عضو مجلس النواب الإسباني  [لغات أخرى]‏.
- 2 يناير – فرانثيسكو فيرنانديث أوردونييث عضو مجلس النواب الإسباني  [لغات أخرى]‏.
- 2 يناير – فيليبي غونثاليث عضو مجلس النواب الإسباني  [لغات أخرى]‏.
- 2 يناير – ليوبولدو كالبو صوطيلو عضو مجلس النواب الإسباني  [لغات أخرى]‏.
- 23 مارس – خافيير سولانا عضو مجلس النواب الإسباني  [لغات أخرى]‏.
- 23 مارس – مانويل فراغا عضو مجلس النواب الإسباني  [لغات أخرى]‏.

## رياضة
- 1 يناير – طواف إسبانيا 1979
- 1 يناير – كأس أوروبا 1979–80 الفائز نوتينغهام فورست.

## ظهور
- 1 يناير – سبورت

## مواليد

### يناير
- 1 يناير – خوردي ليديسما ألباريث كاتب إسباني.
- 12 يناير – خيما باسكوال توريثيا درّاجة طريق إسبانية.
- 16 يناير – خوسيه أنطونيو كوليبراس لاعب كرة قدم إسباني.
- 19 يناير – خوسو ساريجي لاعب كرة قدم إسباني.
- 23 يناير – بنجامين نوفل درّاج طريق إسباني.
- 25 يناير – روبيرتو فيرنانديز ألفاريلوس لاعب كرة قدم إسباني.

### فبراير
- 2 فبراير – روبين بوليدو لاعب كرة قدم إسباني.
- 3 فبراير – خوسيه أنطونيو فيلانويفا درّاج طريق إسباني.
- 6 فبراير – بابلو أوربايز لاعب كرة قدم إسباني.
- 10 فبراير – إيغور غابيلوندو لاعب كرة قدم إسباني.
- 10 فبراير – غابري غارسيا لاعب كرة قدم إسباني.
- 12 فبراير – سيرجيو ماتابوينا لاعب كرة قدم إسباني.
- 18 فبراير – رومان مونتانيز لاعب كرة سلة إسباني.
- 18 فبراير – ميكيل أرامبورو لاعب كرة قدم إسباني.
- 19 فبراير – لويس برييتو لاعب كرة قدم إسباني.
- 21 فبراير – إبان كوادرادو لاعب كرة قدم إسباني.
- 25 فبراير – روثيو غامونال
- 27 فبراير – أليخاندرو كاسترو لاعب كرة قدم إسباني.

### مارس
- 1 مارس – أليكس لومبارديرو لاعب كرة قدم إسباني.
- 1 مارس – ماغي سيرنا لاعبة كرة مضرب إسبانية.
- 3 مارس – ألبرت خوركيرا لاعب كرة قدم إسباني.
- 8 مارس – فيرونيكا كوادرادو لاعبة كرة يد إسبانية.
- 12 مارس – جيرارد لوبيز لاعب كرة قدم إسباني.
- 14 مارس – ايكر كامانو درّاج طريق إسباني.
- 14 مارس – نيفتالي لونا لاعب كرة قدم إسباني.
- 19 مارس – سيرجيو فرانسيسكو
- 20 مارس – سيلفيا نافارو لاعبة كرة يد إسبانية.

### أبريل
- 1 أبريل – روت بيتيا
- 3 أبريل – خوفينال إيدجوغو أووونو لاعب كرة قدم غيني استوائي.
- 8 أبريل – مارتا بالدو لاعبة جمباز إيقاعي إسبانية.
- 12 أبريل – كارلوس بيريث ريال كاياكير إسباني.
- 18 أبريل – ألفارو روبيو لاعب كرة قدم إسباني.
- 24 أبريل – لويس غارسيا كوندي لاعب كرة قدم إسباني.
- 28 أبريل – مايدير إسبارثا

### مايو
- 2 مايو – غونزالو رودريغز
- 3 مايو – بيلار إدالغو تريثلت إسبانية.
- 7 مايو – كارلوس كاستانيو باناديرو دراج إسباني.
- 11 مايو – غونزالو كولسا لاعب كرة قدم إسباني.
- 12 مايو – خواكيم رودريغيث درّاج طريق إسباني.
- 20 مايو – ألفونس ألزامورا لاعب كرة سلة إسباني.
- 29 مايو – دييغو دافيد خيمينيز لاعب كرة قدم إسباني.

### يونيو
- 2 يونيو – فيرناندو فيرنانديز لاعب كرة قدم إسباني.
- 2 يونيو – ناتاليا رودريغيث مارتينث
- 5 يونيو – دافيد بيسبال مغني إسباني.
- 6 يونيو – ماريا باردو روخو
- 9 يونيو – ديفيد مونيوز درّاج طريق إسباني.
- 10 يونيو – إيفان رانيا فوينتيس تريثلت إسباني.
- 12 يونيو – أليكس مومبرو لاعب كرة سلة إسباني.
- 13 يونيو – أنطونيو كاناداس لاعب كرة قدم إسباني.
- 18 يونيو – كيني نويز متسابق دراجات نارية من الولايات المتحدة الأمريكية.

### يوليو
- 14 يوليو – خوسيه موراتون تينو لاعب كرة قدم إسباني.
- 31 يوليو – كارلوس مارتشينا لاعب كرة قدم إسباني.

### أغسطس
- 29 أغسطس – دافيد كورتيس كاباييرو لاعب كرة قدم إسباني.

### سبتمبر
- 1 سبتمبر – فيرناندو فاريلا راموس لاعب كرة قدم إسباني.
- 2 سبتمبر – هابيل سيغوفيا لاعب كرة قدم إسباني.
- 10 سبتمبر – لايا بالاو لاعبة كرة سلة إسبانية.
- 18 سبتمبر – دانييل أرانزوبيا لاعب كرة قدم إسباني.
- 24 سبتمبر – بينات سان خوسيه
- 24 سبتمبر – فيرناندو سوريانو ماركو لاعب كرة قدم إسباني.
- 26 سبتمبر – ميغيل غارسيا
- 30 سبتمبر – غابرييل تروخيو سولير لاعب كرة مضرب إسباني.

### أكتوبر
- 18 أكتوبر – ديفيد هيريرو درّاج طريق إسباني.

### نوفمبر
- 15 نوفمبر – خوسيمي لاعب كرة قدم إسباني.
- 16 نوفمبر – إيدو ألباكار لاعب كرة قدم إسباني.
- 24 نوفمبر – خوسيبا يورينتي لاعب كرة قدم إسباني.

### ديسمبر
- 6 ديسمبر – فرانسيسكو ييستي لاعب كرة قدم إسباني.
- 10 ديسمبر – إيلديفونس ليما لاعب كرة قدم أندوري.
- 17 ديسمبر – أنطونيو رودريغيز مارتينيز لاعب كرة قدم إسباني.
- 26 ديسمبر – تشافييه فلورنثيو درّاج طريق إسباني.
- 30 ديسمبر – كيكي ماتيو لاعب كرة قدم إسباني.

## وفيات

### أبريل
- 18 أبريل – بيدرو أريكو سواريز (مواليد 1908) لاعب كرة قدم أرجنتيني.

### يونيو
- 29 يونيو – بلاس دي أوتيرو (مواليد 1916)

### يوليو
- 21 يوليو – فرانشيسكو ماتيو (مواليد 1917) لاعب كرة قدم.

### أغسطس
- 10 أغسطس – أنخيل ليون غوثالو (مواليد 1907) لاعب رماية إسباني.

### سبتمبر
- 29 سبتمبر – فرانسيسكو ماسياس نغيما (مواليد 1924) سياسي من غينيا الاستوائية.

### أكتوبر
- 21 أكتوبر – إدواردو غونزاليز فالينيو (مواليد 1911) لاعب كرة قدم إسباني.